# Aase Foss Abrahamsen
Aase Foss Abrahamsen, född 27 augusti 1930 i Drammen, död 7 maj 2023 i Bærum, var en norsk författare. Hon debuterade 1971 med ungdomsboken Håkon Slalomkjører.